# Ventura Sierra Vázquez
Ventura Sierra Vázquez (Vilariño de Conso, 13 de octubre de 1942) es un político gallego del Partido Popular de Galicia (PPdeG).

## Trayectoria
Fue alcalde de Vilariño de Conso desde las primeras elecciones democráticas por el PSdeG-PSOE. En las elecciones municipales de 1995 fue presentado por el PPdeG pero no consiguió la alcaldía, que fue para Manuela González Losada del BNG gracias a un pacto con el PSdeG. Sin embargo, en abril de 1996 recuperó la alcaldía gracias al voto de un desertor. En las siguientes elecciones volvió a presentarse por el PPdeG, siendo elegido alcalde por mayoría absoluta. En 2007, el candidato del PSdeG-PSOE, Arcadio González Rodríguez, accedió a la alcaldía gracias a un acuerdo con el BNG, pero por desacuerdos entre los socios de gobierno, dimitió como alcalde en junio de 2009, por lo que Ventura Sierra fue elegido alcalde debido a la indisciplina de un concejal del BNG que votó por el candidato de su partido en lugar del PSdeG. Volvió a ganar las elecciones municipales de 2011 y 2015 con mayoría absoluta. El 20 de julio de 2017 presentó su renuncia al pleno del cabildo, luego de haber sido condenado a siete años de inhabilitación para cargo público por contratar a 29 personas sin convocatoria pública. La primera teniente de alcalde Melisa Maciá Domínguez ocupó su lugar. 
| Predecesor: ?                          | Alcalde de Vilariño de Conso 1979 - 1995 | Sucesor: Manuela González Losada    |
| Predecesor: Manuela González Losada    | Alcalde de Vilariño de Conso 1996 - 2007 | Sucesor: Arcadio González Rodríguez |
| Predecesor: Arcadio González Rodríguez | Alcalde de Vilariño de Conso 2009 - 2017 | Sucesor: Melisa Macía Domínguez     |

### Otros artículos
- Elecciones municipales en Vilariño de Conso